# Järvsöfaks
Järvsöfaks (1994-2020) est un cheval de race trotteur scandinave, détenteur du record du monde de vitesse des trotteurs à sang froid.

## Histoire

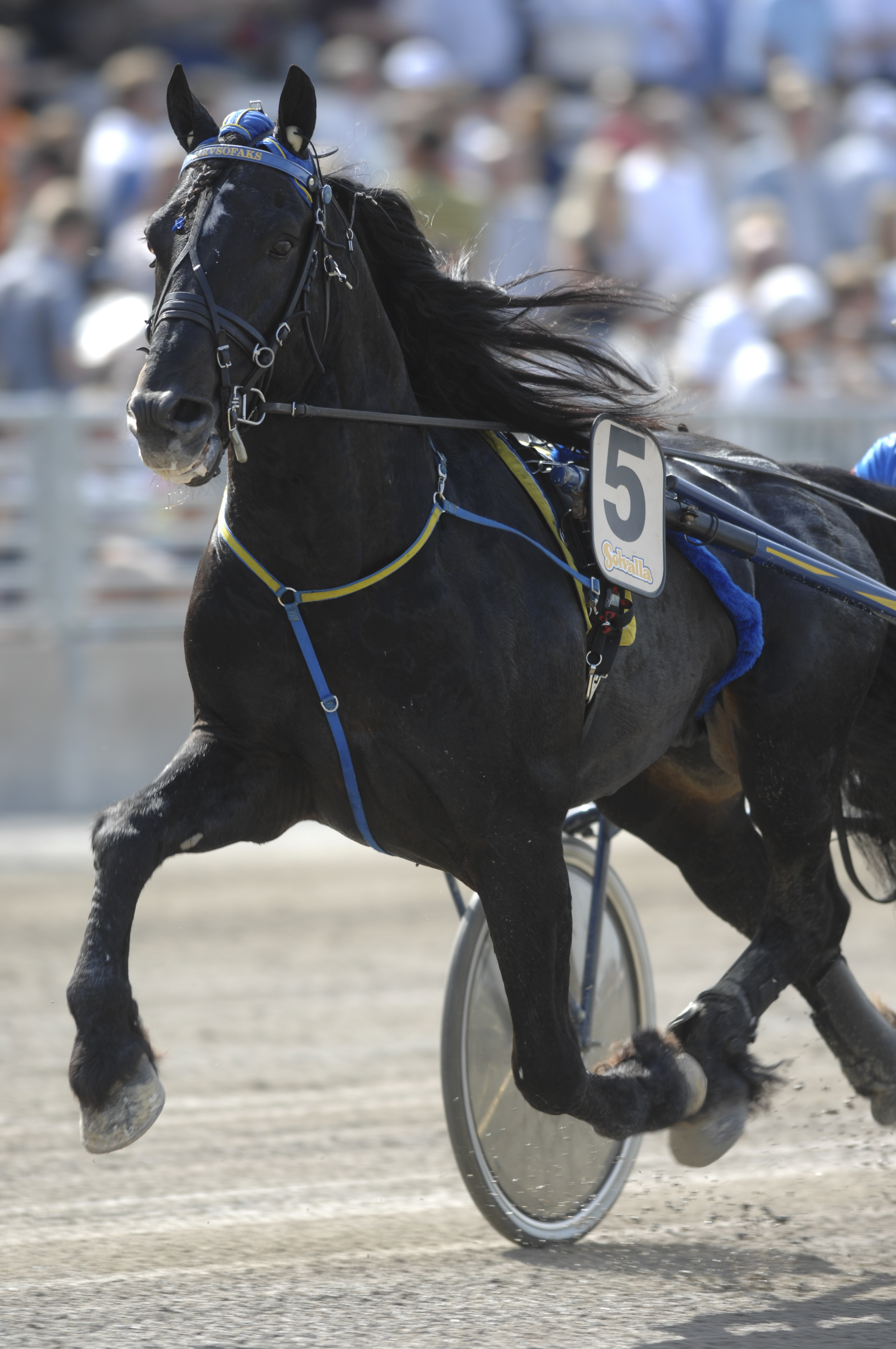
Järvsöfaks en course, en 2007

Né le 23 juin 1994 de Trollfaks et Järvsö Anna, ce trotteur scandinave à sang froid commence difficilement en étant disqualifié lors de sa première sortie en compétition le 20 avril 1997. Il n'est sorti du lot que le 4 octobre de la même année, en gagnant sa compétition à Bjerke, en Norvège. Depuis, il totalise deux cent une victoires en deux cent trente-quatre courses. Il a été désigné cheval de l'année en Suède en 2003, 2004 et 2005 puis meilleur trotteur sang-froid de 1998 à 2008. Le 12 juillet 2005, il a battu le record du monde des trotteurs dans sa catégorie en 1'17"9 sur 1640 mètres.